# شهر دیوانه (فیلم)
شهر دیوانه (به انگلیسی: Mad City) فیلمی گروگان‌گیری و مهیج است محصول سال ۱۹۹۷ و به کارگردانی کوستا گاوراس است.
در این فیلم بازیگرانی همچون جان تراولتا، داستین هافمن، میا کرشنر، آلن آلدا، تد لواین، رابرت پروسکی، بیل نون، کیلا پرت، ویلیام آترتون، ریچارد پورتنو، لوسیندا جنی، ریموند جی. بری و بلایث دانر ایفای نقش کرده‌اند.

## خلاصه داستان
مادلین کالیفرنیا، موزهٔ تاریخ طبیعی. یکی از نگهبانان امنیتی اخراج شدهٔ موزه به نام «سام بیلی» (تراولتا)، تصادفاً به یکی از نگهبانان تیراندازی می‌کند و سپس گروهی از بچه‌های مدرسه‌ای که برای بازدید موزه آمده‌اند، و هم چنین گزارش گر تلویزیونی، «ماکس براکت» (هافمن) را گروگان می‌گیرد. اما حالا «براکت» این ماجرا فرصتی می‌بیند تا وضعیت شغلی اش را احیا کند…